# The Map of Tiny Perfect Things
The Map of Tiny Perfect Things is een Amerikaanse romantische komedie uit 2021 onder regie van Ian Samuels. De hoofdrollen worden vertolkt door Kyle Allen en Kathryn Newton. Het scenario is een bewerking van het gelijknamig kortverhaal uit 2016 van Lev Grossman en gaat over twee tieners die vastzitten in een tijdlus.

## Verhaal
Mark is een tiener die al een poos vastzit in een tijdlus, waarin dezelfde dag zich steeds herhaalt. Hij heeft ondertussen verschillende routines geperfectioneerd en kan anderen helpen door hun handelingen te anticiperen. Hij wordt verliefd op een meisje dat hij aan het openbare zwembad keer op keer redt van een strandbal die haar in het zwembad kegelt.
Op een dag, terwijl Mark wacht om het meisje van de strandbal te redden, grijpt een andere tiener, Margaret, onverwachts in. Mark spoort haar op en ontdekt dat zij ook in dezelfde tijdlus zit. Mark en Margaret brengen tijd samen door en groeien naar elkaar toe. Maar als Mark mogelijke manieren oppert om de tijdlus te doorbreken, blijkt Margaret niet geïnteresseerd om eraan te ontsnappen. Elke avond haast ze zich weg na een berichtje van een geneeskundestudent genaamd Jared, van wie Mark vermoedt dat het haar vriendje moet zijn.
Mark en Margaret besluiten overdag op zoek te gaan naar momenten van perfecte schoonheid. Mark vermoedt dat ze aan de tijdlus kunnen ontsnappen als ze ze allemaal gevonden hebben. In zijn kamer ziet Margaret een kaart die hij heeft gemaakt van de perfecte momenten. Wanneer hij haar wil kussen, ontwijkt ze de kus en zegt dat ze niet meer dan vrienden wil zijn.
Mark wil de lus proberen te doorbreken door ver weg te gaan. Mark en Margaret kopen tickets naar Tokio, maar ze verlaat het vliegtuig voor het vertek. Wanneer het vliegtuig de internationale datumgrens passeert, wordt Mark weer wakker in zijn slaapkamer en beseft hij dat het plan niet heeft gewerkt. Hij besluit zich in de volgende lus op anderen te concentreren: hij nodigt zijn vader uit om hem over de Burgeroorlog te vertellen en gaat naar Emma's voetbalwedstrijd, waar ze een doelpunt scoort dat ze niet maakte in de lussen toen hij er niet was. Wanneer Mark na een stunt met zijn skateboard geblesseerd in het ziekenhuis belandt, zie hij Margaret haar moeder bezoeken die stervende is aan kanker. Mark realiseert zich dat niet hij maar Margaret het middelpunt van dit verhaal is.
Op een gegeven moment krijgt Margaret een openbaring. Ze maakt een driedimensionaal model van de tijden en plaatsen van de perfecte momenten. De schaduw die het model werpt, creëert een afbeelding van een vierdimensionale kubus, met één ontbrekend hoekpunt. Ze stelt vast dat de laatste gebeurtenis om 19:00 uur bij het zwembad zal plaatsvinden. Daar treft ze Mark aan en legt ze uit dat zij verantwoordelijk is voor de tijdlus: dit was de laatste dag dat haar moeder nog leeft en ze kan het niet loslaten. Maar ze gelooft nu dat Mark ook in de lus zit zodat ze iemand heeft om mee verder te gaan en de twee kussen elkaar. Daarna gaat Margaret naar het ziekenhuis om voor de laatste keer afscheid te nemen van haar moeder. Dit keer begint het om middernacht het te regenen, wat betekent dat de tijdlus verbroken is. 

## Rolverdeling
| Acteur          | Personage  |
| --------------- | ---------- |
| Kyle Allen      | Mark       |
| Kathryn Newton  | Margaret   |
| Jermaine Harris | Henry      |
| Anna Mikami     | Phoebe     |
| Josh Hamilton   | Daniel     |
| Cleo Fraser     | Emma       |
| Jorja Fox       | Greta      |
| Al Madrigal     | Mr. Pepper |

## Release en ontvangst
The Map of Tiny Perfect Things werd op 12 februari 2021 uitgebracht op Amazon Prime Video.
De film behaalde een score van 77% (74 beoordelingen) op Rotten Tomatoes. Op Metacritic kreeg de film een score 61 op 100 (16 beoordelingen), wat wijst op "over het algemeen positieve recensies".
De film werd in 2022 genomineerd voor de Critics' Choice Award voor "Beste televisiefilm".